# زولتان دوداش
زولتان دوداش (مجاری: Dudás Zoltán; ۸ اوت ۱۹۳۳ – ۱۳ سپتامبر ۱۹۸۹) بازیکن فوتبال اهل مجارستان بود.
از باشگاه‌هایی که در آن بازی کرده‌است می‌توان به باشگاه فوتبال بوداپست هونود اشاره کرد.
وی همچنین در تیم ملی فوتبال مجارستان بازی کرده‌است.